# 雨宮秀彦
雨宮 秀彦（あめみや ひでひこ、1960年（昭和35年）6月25日 - ）は、日本のテレビ演出家、テレビディレクターでWEBディレクター。日本テレビ放送網情報・制作局エグゼクティブディレクターを務めた。
裏ワザ動画を配信するYouTubeチャンネル「裏ワザ倶楽部」代表。クリエイター養成スクール「雨宮秀彦 動画クリエイタースクール」代表。読売理工医療福祉専門学校TVディレクター学科非常勤講師。東京2020公式ライブ配信番組『2020 FAN TV』総合演出。
三宅健YouTubeチャンネル「健ちゃんの食卓」企画、演出、出演。

## 経歴
1983年、日本テレビ（現・日本テレビホールディングス）に入社。『11PM』『アメリカ横断ウルトラクイズ』『クイズ世界はSHOW by ショーバイ!!』などのディレクターを経て、1994年に『嗚呼!バラ色の珍生!!』、1997年に『伊東家の食卓』を企画・演出。
いずれの番組も開始当初は視聴率が低迷するが、内容のリニューアルを重ね、『嗚呼!バラ色の珍生!!』は最高視聴率25%、『伊東家の食卓』は最高視聴率28.8%のヒット番組に成長させた。

## 担当番組

### ディレクター・企画・総合演出
- シャボン玉ホリデー （木曜スペシャル) (演出助手）
- ルンルンあさ6生情報 （ディレクター）
- ごちそうさま （ディレクター）
- TV海賊チャンネル （ディレクター）
- 11PM(WIDE SHOW 11PM) （ディレクター）
- アメリカ横断ウルトラクイズ （ディレクター）
- クイズ どんなMONだい?! (総合演出）
- クイズ世界はSHOW by ショーバイ!! （ディレクター）
- 平成あっぱれテレビ （ディレクター）
- 番組対抗スーパークイズスペシャル （ディレクター）
- 嗚呼!バラ色の珍生!! （企画・総合演出）
- 伊東家の食卓 （企画・総合演出・プランナー）
- 24時間テレビ （総合演出）
- ウルトラショップ （企画・総合演出）
- ばーちゃる女子アナ （企画・プランナー）
- ティンティンTOWN! （企画・プランナー）
- A （企画・総合演出）
- 第2日本テレビ （企画担当部長・番組出演）
- 伊東家ランド （企画・プロデューサー）
- THE 料理王 （企画・総合演出）
- レシピの女王 （企画・総合演出）
- 緊急中継!古代ローマ大発掘スペシャル[注釈 1]
- 金曜スーパープライム （ディレクター）
- NexT （企画・総合演出）
- ヒルナンデス （ディレクター）
- 絶対に笑ってはいけない青春ハイスクール24時! （協力プロデューサー）
- 東京2020公式ライブ配信番組「2020 FAN TV」 （総合演出）
- 健ちゃんの食卓 （企画・総合演出・出演） 三宅健YouTubeチャンネル　出演・三宅健、やす子

## エピソード
- 日テレの先輩でもあるUFO研究家・矢追純一からUFO番組を作るよう説得され、嫌々ながら『11PM』でUFO特集を始めた矢先、日航ジャンボ機UFO遭遇事件が起きて人気番組となる。

その後、「マジェスティック12」「エリア51」などUFO関連の最新情報を次々と日本のテレビで初めて報道し注目を浴びたが、様々な身の危険を感じる出来事が続いたため、番組制作の継続を断念した。
- 『嗚呼!バラ色の珍生!!』の視聴率が低迷する中、来日中のある韓国人女性から「幼い頃生き別れた日本人の母を探して欲しい」という全く偶然の依頼が飛び込んだ。人助けだと思って番組で扱うことを決めたが探しても見つからず、女性本人からまだ見ぬ母に呼びかけてもらったところ、母本人が名乗りをあげ、その後感動の対面が実現した。

これを機に「涙のご対面コーナー」をスタートさせ、合計183組の対面を実現させたが、呼びかけられた本人が名乗りを上げたのは、この最初のたった１回だけ。奇跡的な出来事だった。
- 『24時間テレビ』に初めて参加した時、視聴者からのFAXを選ぶ仕事を任されていたが、間寛平のマラソンゴールが近づくにつれ、日本武道館にゴールテープが用意されていないことに気づき、急遽、読まれなかったFAXをつなぎ合わせてゴールテープを作った。独断で行った演出だったため後に上司から叱られたが、現在もそのFAXで作られたゴールテープ演出は続いている。

- 『伊東家の食卓』は、当時テレビが家族に1台から1人1台に移りつつある時代に、もう一度家族が食卓を囲んでワイワイ話しをして欲しいという思いから企画した。当初の企画書には「裏ワザ」の文字はなく、「1つのテーマについて家族が食卓でそれぞれの立場で自由に話をするトーク番組」としか書かれていなかった。裏ワザはそのテーマの1つとしてしか取り上げていなかったが、ある日「どんな自転車の鍵も開けられる方法」という投稿を見て（もちろん放送はされなかった）、裏ワザの可能性を感じ、本格的にネタを募集して放送する形をとることになった。[9]

- 『伊東家の食卓』を担当するうち、視聴者との接点が週に1回の放送だけでは勿体ないと思い、裏ワザ本の出版、裏ワザ生活用品などのシリーズ販売を開始し、その全ての商品開発に関わった。ある時、偶然立ち寄った店で「伊東家トランプ」を母親にねだり買ってもらって大喜びする子供の姿を目にし、視聴率という数字を獲得するより、こんなリアルな反応を感じ取れることをしたいと思い、番組演出を辞めて商品開発やネットコンテンツの分野で伊東家コミュニティ作りに専念することになった。

- 番組をヒットさせるために、徹底した視聴者分析を取り入れた演出手法をとった。特に、視聴者を集めての意見交換会を頻繁に行い、そこで出たキーワードを元に丁寧に番組の方向性を変化させた。また、ディズニー映画『シンデレラ』を徹底的に分析して「シンデレラ理論」を構築し、それを実践して視聴率獲得を実現した。[10]

- 『水曜日のダウンタウン』に出演した際の証言によると、様々な所で紹介されている「Tシャツをたたむ裏ワザ」の起源は、『伊東家の食卓』に投稿された「大きなシーツをたたむ裏ワザ」をヒントに、Tシャツマニアだった雨宮ら番組スタッフが開発したものだった。なお、雨宮は日常この裏ワザは使っておらず、丸めて収納する「丸める派」であるとも明かしている。[11]

## 受賞歴
- ATP賞特別賞(全日本テレビ番組製作社連盟)
- Yahoo！ウェブ・オブ・ザ・イヤー(Web of the Yearの一覧)
- アジアン・テレビジョン・アワーズ　ベスト・インフォテインメント・プログラム

## 書籍

### 裏ワザ本
- 伊東家の食卓 裏ワザ大全集（1999年3月、ISBN 978-4820397182）
- 続・伊東家の食卓 裏ワザ大全集 <2000年版>（1999年12月、ISBN 978-4820397397）
- 続続・伊東家の食卓 裏ワザ大全集 <21世紀版>（2001年1月10日、ISBN 978-4820397670）
- 続続続・伊東家の食卓裏ワザ大全集 <2002年版>（2002年1月、ISBN 978-4820398035）
- 続続続続・伊東家の食卓 裏ワザ大全集 <2003年版>（2002年12月、ISBN 978-4820398431）
- 続続続続続・伊東家の食卓 裏ワザ大全集 <2004年版>（2003年12月、ISBN 978-4820398752）
- 伊東家の食卓 使える!裏ワザ大全集 <2005年版>（2005年3月、ISBN 978-4820399360）
- 伊東家の食卓 No.1裏ワザ大全集 <2006年度版>（2006年4月、ISBN 978-4820399599）
- 伊東家の食卓 不滅の裏ワザ大全集 BEST 100!!（2007年3月、ISBN 978-4820399896）
- 暮らしの小ワザ100 （2024年4月、ISBN978-4-86651-672-1 文響社）
- 暮らしの小ワザ70「特大版」 （2024年10月、ISBN978-4-86651-845-9　文響社）

### ゲーム本
- 伊東家の食卓 大発見（2000年4月、ISBN 978-4820397519）
- 伊東家の食卓 あそべま集（2001年7月、ISBN 978-4820397830）

### レシピ本
- 伊東家の食卓 裏ワザCooking vol.1（2003年6月、ISBN 978-4820398493）
- 伊東家の食卓 裏ワザCooking vol.2（2004年2月1日、ISBN 978-4820398851）
- 伊東家の食卓 裏ワザCooking カンタンレシピブック（2004年10月、ISBN 978-4820399094）
- 伊東家の食卓 裏ワザCooking カンタンレシピブック <2>（2005年7月、ISBN 978-4820399414）
- 伊東家の食卓 裏ワザCooking カンタンレシピブック <3>（2006年3月3日、ISBN 978-4820399582）
- 伊東家の食卓 裏ワザCooking カンタンレシピブック <4>（2006年12月、ISBN 978-4820399766）
- 伊東家の食卓 裏ワザCooking カンタンレシピブックGOLD!!（2007年3月、ISBN 978-4820399902）